# Idzard van Sickingha

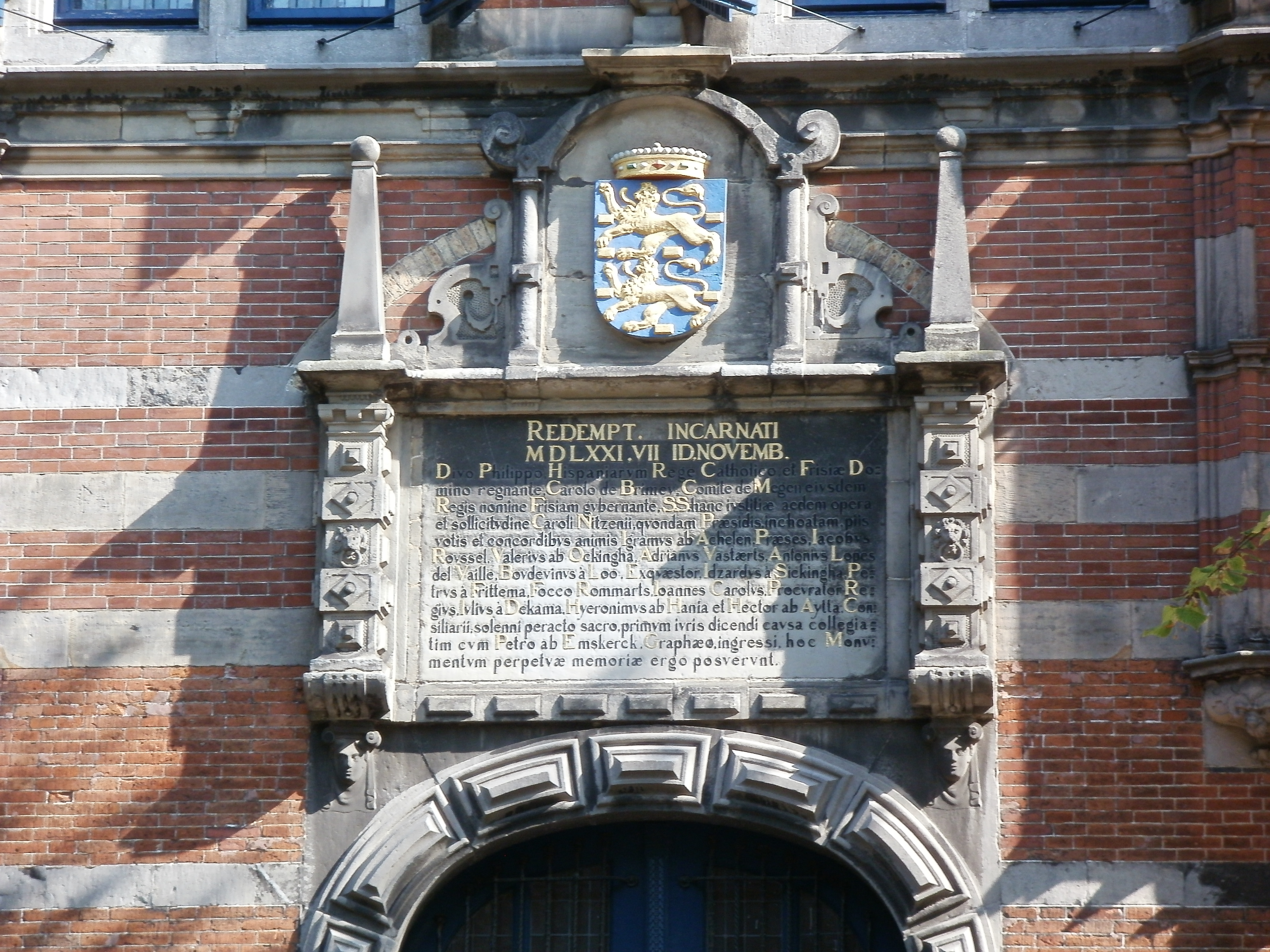
Het deurschild van de kanselarij van Leeuwarden met daarop de naam Idzardys a Sickingha

Jonker Idzard, Idserd of Edsard (van) Sickingha ook wel Sickinga (ca. 1518 - Ouwsterhaule, 1575) was een Nederlands jonker en raadslid van het Hof van Friesland. Hij was een zwager van Olivier van den Tympel. 
Hij kwam via zijn connecties met de vooraanstaande Nederlandse staatsman Viglius aan zijn positie bij het Hof van Friesland. In zijn rol als raadslid kreeg hij als afgevaardigde van Friesland in 1570 de opdracht om Anna van Oostenrijk, koningin van Spanje, bij haar intocht in Nederland te verwelkomen en begroeten. Sickinga werd richting het einde van zijn leven bekend door zijn 'eenzame' verzet tegen de IJzeren Hertog, Landvoogd van de Nederlanden en Caspar de Robles, stadhouder van Friesland, Groningen en Drenthe. 

## Leven

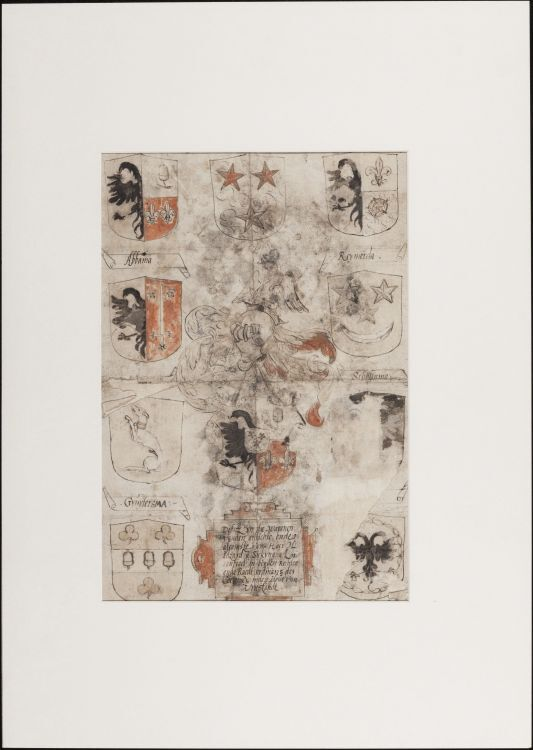
De wapens van de geslachten en de afkomst van Idzard van Sickingha

Idzard van Sickingha werd geboren als zoon van Abbe Idsekes Sickingha (ca. 1485 - 28 december 1555) en Wigle Oegesz Rouckema van Albada (ca.1490 - ca.1522). Idzard was mogelijk een telg uit het oud adellijk Groningse regentengeslacht Sickinghe. Hoe zijn vader Abbe, anders dan door naam, aan de stamvader van het geslacht verwant zou zijn blijft nog onduidelijk. Zijn vader kocht op 9 november 1515 het inwonerschap van Sneek en was daarna werkzaam als rechter. Idzard was een broer van de Sneker advocaat mr. Oeghe (van) Sickingha (geb. voor 1527, overleden tussen 25 maart en 16 oktober 1571).
Van Sickingha was getrouwd met Maria Johans van den Tympel (circa 1525 - circa 1568). Zij was de zus van Olivier van den Tympel (1540-1603); politicus uit België, heer van Korbeek, officier in het leger van Willem van Oranje en militair gouverneur van de Brusselse republiek. Idzard en Maria leerden elkaar mogelijk kennen tijdens Izdards studententijd te Leuven (1644). Ze kregen samen zes kinderen: Abbe, Oege, dr. Wigle, Marijka, Margareta en Atke/Agatha. Margareta (circa 1565 - circa 1625) was in zeker 1607 en 1609 getrouwd met Gaetfe van Andringa. Uit het testament dat Idzard en Maria op 3 maart 1556 maakten blijkt dat het echtpaar zeggenschap had over de prebende te Ouwsterhaule. In het testament gaf Idzard dit recht door aan zijn zoon Abbe. Idzard werd daarnaast opgegeven als de eigenaar van een zwanenrecht te Parrega. 

## Werk
Van Sickingha zijn carrière speelde zich met name af als raadslid van het Hof van Friesland. Zijn aanstelling in 1558 had hij waarschijnlijk mede te danken aan zijn vriendschap met de vooraanstaande Nederlandse staatsman Viglius (1507-1577). Zo was hij gastheer op het huwelijk van diens nicht. De staatsman hielp in die tijd eigenlijk alleen familieleden aan een plaats in het Hof maar maakte voor enkele vrienden een uitzondering. 
In 1570 ging de raadsheer Idzard van Sickinga over tot het schouwen van de Leppendijk. Hier wilde hij zich laten informeren over het recht dat men pretendeerde te hebben om de dijk te 'erten' en het riet op de wal af te snijden. Te Oldeborn verscheen de heer Keympe Sjoerds. Deze overlegde aan Edzard een verzegelde brief uit 1477 welke volgens hem bewees om in zijn kwaliteit het recht te hebben 'om te mogen erten den olden Leppendijk van Andringa brugge tot aan Menscher Clefa, daar voor by gelijk zijn voorzaten te voren houden moesten dat ene Jet of Gat leggende nevens Akkrumer buren dat men heet Andringa Jet'.
Op 4 juli 1570 kreeg Edzard samen met drie andere heren een volmacht van de Staten van Friesland om als afgevaardigde de Koningin van Spanje, Anna van Oostenrijk (1549-1580), bij haar intocht in Nederland te verwelkomen en begroeten.
Op 13 april 1574 stelde Sickinghe samen met Watze van Cammingha, Ryoerd Roorda, Hero van Burmania en G. van Aernsma aan de President van het Hof voor om zo snel mogelijk de gemene Staten van het Land uit te nodigen om aan middelen te komen voor het onderhoud van de soldaten.  

### Verzet tegen de Hertog van Alba en stadhouder Caspar de Robles

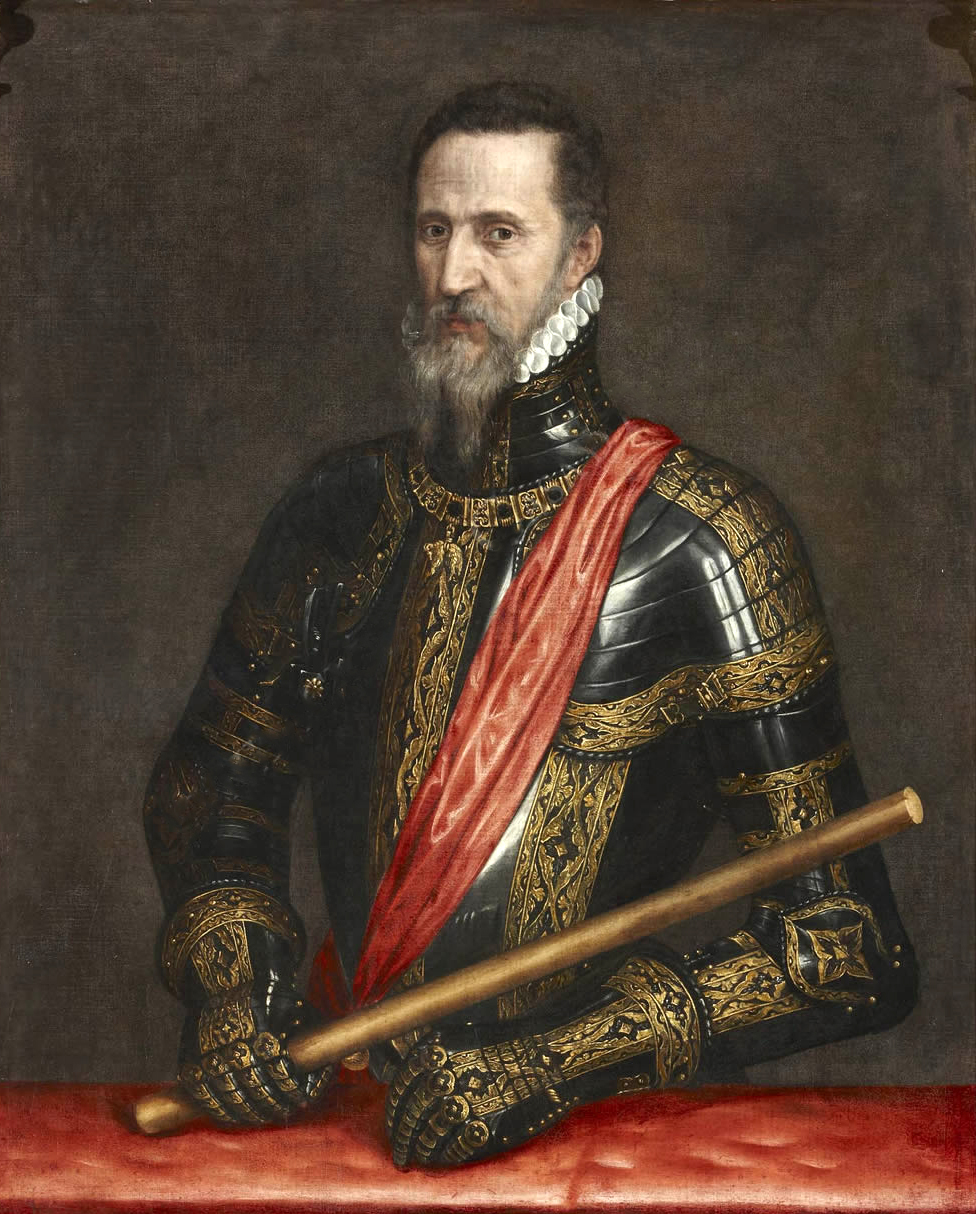
Alva geschilderd door Willem Key

Van Sickinga werd als raadslid uiteindelijk bekend door zijn verzet tegen het tirannieke bestuur van hertog van Alba Fernando Álvarez de Toledo y Pimentel (1507-1582), bijgenaamd de IJzeren Hertog en de stadhouder van Friesland, Groningen en Drenthe Caspar de Robles (1527-1585).
In 1566 was ten tijde van de beeldenstorm sprake van een ommekeer bij het Hof. Het werd 'het jaar van het wonder' genoemd toen in Leeuwarden kerken tijdelijk werden opengesteld voor Protestantse predikanten. De landvoogdes vroeg als tegenmaatregel aan de president van het Hof, Van der Nitzen, om een lijst op te stellen met daarin de raadsleden (en hun familie) die naar de preken van deze voorgangers waren komen luisteren. Vele voelden de bui al hangen en het raadslid Tjalling van Eysinga sloeg nog voordat de lijst complet was op de vlucht waarna hij zich in 1568 bij de opstandelingen zou aansluiten. Toen in 1567 de procureur-generaal van het Hof overleed zag de centrale regering haar kans schoon om een overtuigd bestrijder van de ketterij als diens opvolger aan te stellen. De persoon in kwestie was Johannes Carolus, ook wel bekend als Jan Charles. Hij was advocaat bij de Grote Raad van Mechelen en commissaris van de Raad van Beroerten, in die tijd beter bekend als de Bloedraad. Johannes werd uiteindelijk de belangrijkste vertrouwensman van de hertog van Alva in het Friese hof. De twee behandelde vele zaken meermaals zelfs buiten het Hof om en via Johannes kreeg de hertog vanaf dat moment direct invloed op wie er bij het overlijden van raadsleden als opvolgers werden aangesteld. 

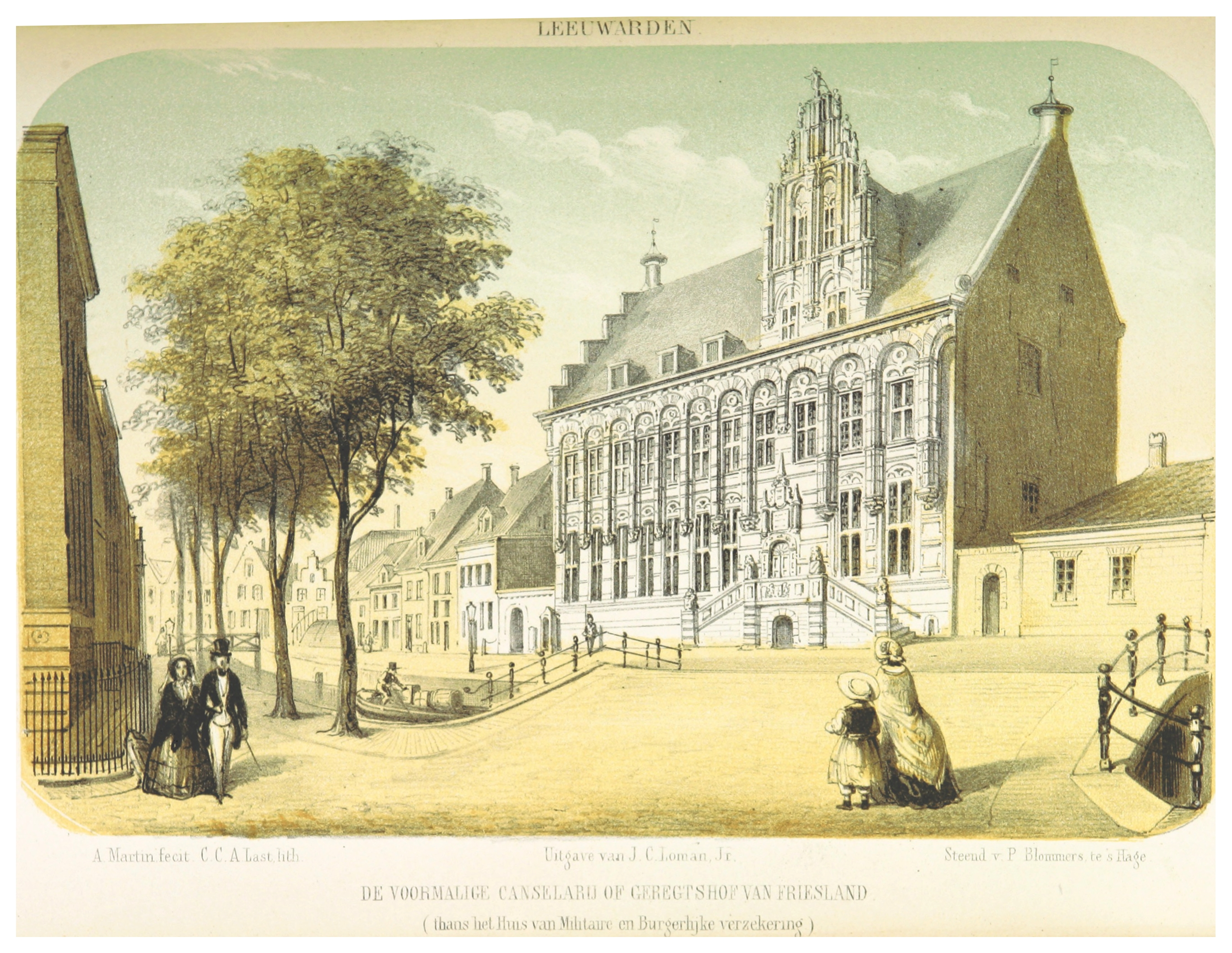
Het Gerechtshof van Friesland (de Kanselarij van Leeuwarden) anno 1855

In de jaren die volgden was Idzard van Sickingha nagenoeg het enige raadslid dat de kant van de Staten koos in hun verzet tegen de stadhouder Caspar de Robles. Zo protesteerde hij hevig tegen de voorstellen van de stadhouder, die het Hof van Friesland wilde gebruiken voor invordering van zeer onaangename belastingen. Idzard schreef in 1573 een brief aan landvoogd Alva met een voorstel om de kosten die gemaakt zijn om Friesland te beschermen tegen de aanvallen van opstandsgezinden af te trekken van de bede van 128.000 gulden waar de landvoogd om vraagt. Dat laatste voorstel viel niet goed bij de landvoogd en de stadhouder en volgens een verslag van de Robles in 1574 werd Idzard Sickingha, raadsheer van het Hof van Friesland, in 1573 gearresteerd vanwege zijn weerstand tegen de inning van belasting voor het onderhoud van de regeringstroepen in Friesland. 
Idzard Sickingha kreeg huisarrest opgelegd en de eerder genoemde procureur-generaal Johannes Carolus spande een proces tegen hem aan. Op 12 december 1574 deden de Gecommitteerden tot de Doleanciën nog een verzoek aan de stadhouder om mr. Idzardt van Sickinga, Raad-ordinaris in het Hof van Friesland, die al drie maanden lang in zijn eigen huis gevangen werd gehouden, onder borgtocht uit zijn gevangenschap te ontslaan. Dit mocht echter niet baten en tijdens de rechtsgang kwam Sickingha begin 1575 te overlijden. Het verhaal ging dat hij door zijn al twee jaar durende huisarrest vanwege droef- en eenzaamheid gestorven was. De zeer koningsgezinde dr. Georg Westendorp werd aangesteld als zijn opvolger.
- Biografisch Portaal: 69653946